# Chiesa di Maria Santissima Bambina (Gornate Olona)
La chiesa sussidiaria della Beata Vergine Maria Bambina è un luogo di culto cattolico della frazione Torba di Gornate Olona, in provincia di Varese e arcidiocesi di Milano. La chiesa appartiene al decanato di Carnago, sussidiaria della parrocchia di San Vittore di Gornate Olona.

## Storia
La chiesa fu edificata nei primi anni del Novecento per volontà devozionale degli abitanti il suo territorio di Lonate e con il sostegno economico di Antonio Taglioretti, illustre imprenditore lonatese. La chiesa venne poi consacrata da Eugenio Tosi, arcivescovo di Milano, nel 1926. L'edificio fu oggetto di un rinnovamento nella prima metà degli anni '80 del XX secolo per adempiere alle indicazioni del concilio Vaticano II e il conseguente adeguamento liturgico delle chiese. Tra il 1990 ed il 1993 l'interno della chiesa fu sottoposto ad una ritinteggiatura delle pareti ed alla posa della vetrata decorata dall'artista Gianni Colledani al centro del presbiterio.

## Descrizione
L'edificio di culto si presenta con la facciata a capanna caratterizzata dal contorno in rame del frontone, con decorazioni a dentelli, fiori e foglie che rendono il timpano superiore molto particolare inserito nella facciata molto semplice, con l'apertura centrale che ospita il mosaico raffigurante l'Annunciazione dell'Angelo a Maria protetto da una copertura lignea a due spioventi sorretta da due fragili colonne in ghisa. Una piccola apertura laterale e due più alte a ogiva e un oculo nella parte più alta.
Particolare interessante e caratteristico dell'edificio è la sua torre campanaria, posta nella parte centrale del tetto, che risulta rispetto alla facciata leggermente arretrata, e composta da una cuspide che è retta da colonnine in ghisa, caratteristica di tutto l'edificio. La cuspide ha copertura a scandole e profili in metallo che riprendono l'intero impianto. Nella cella campanaria vi sono le tre campane, a comando elettrico, realizzate dalla ditta Angelo Bianchi di Varese. Sotto di essa, sul lato est, vi è anche un orologio retroilluminato.
L'interno, a navata unica, conserva la lapide dedicata a Antonio Taglioretti, benefattore della chiesa, un antico crocifisso sul lato sinistro della zona presbiteriale, contornata anche dai decori a fresco dell'artista Giovanni di Colombo raffiguranti la Natività e la Crocifissione. Sul lato destro della medesima zona è presente un quadro rappresentante la Sacra Famiglia. L'altare è collocato su di un rialzo circolare, che accompagna il gradino semicircolare dove sono posizionati l'ambone, la mensa, la sede ed il tabernacolo dorato. Inoltre sono presenti anche due angeli sorreggenti candelabri. L'interno ospita anche il piccolo simulacro della culla con Maria Bambina, titolare della chiesa. La controfacciata ospita l'organo a canne, dotato di un crocifisso, con il soppalco posto sopra l'ingresso. Sotto di esso è posto un confessionale. Quattro aperture laterali a ogiva illuminano l'interno, tra le quali vi sono le stazioni della via crucis.